# Либи
Вижте пояснителната страница за други значения на Либи.
Либи (на английски: Libby) е град в окръг Линкълн, щата Монтана, САЩ. Либи е с население от 2626 жители (2000) и обща площ от 3,3 km². Намира се на 639 m надморска височина. ZIP кодът му е 59923, а телефонният му код е 406.
В миналото тук са работили рудници за вермикулит, богат на азбест. В резултат на минната дейност градът е силно замърсен с азбест. Либи отбелязва изключително високи нива на азбестоза сред населението – около 10% от хората в града умират от болести, свързани с азбестовото замърсяване. Към 2015 г. Американската агенция за опазване на околната среда привършва операциите за почистване, включващи премахването на почва и материали, съдържащи азбест.